# Guvernul Gheorghe Tătărăscu (5)
Guvernul Gheorghe Tătărăscu (5) a fost un consiliu de miniștri care a guvernat România în perioada 24 noiembrie 1939 - 10 mai 1940.
La 10 mai 1940, Guvernul Tătărăscu a demisionat, însă Regele Carol al II-lea l-a însărcinat tot pe Gheorghe Tătărăscu cu formarea noului Guvern.

## Componența
- Președintele Consiliului de Miniștri

Gheorghe Tătărăscu (24 noiembrie 1939 - 10 mai 1940)
- Ministru de interne

ad-int. Gheorghe Tătărăscu (24 - 30 noiembrie 1939)
Mihail Ghelmegeanu (30 noiembrie 1939 - 10 mai 1940)
- Ministrul de externe

Grigore Gafencu (24 noiembrie 1939 - 10 mai 1940)
- Ministrul finanțelor

Mitiță Constantinescu (24 noiembrie 1939 - 10 mai 1940)
- Ministrul justiției

Istrate Micescu (24 - 30 noiembrie 1939)
Aurelian Bentoiu (30 noiembrie 1939 - 10 mai 1940)
- Ministrul apărării naționale

General Ion Ilcuș (24 noiembrie 1939 - 10 mai 1940)
- Ministrul aerului și marinei

General Paul Teodorescu (24 noiembrie 1939 - 10 mai 1940)
- Ministrul înzestrării armatei

Victor Slăvescu (24 noiembrie 1939 - 10 mai 1940)
- Ministrul economiei naționale

Constantin Angelescu (24 noiembrie 1939 - 10 mai 1940)
- Ministrul agriculturii și domeniilor

Gheorghe Ionescu-Sisești (24 noiembrie 1939 - 10 mai 1940)
- Ministrul lucrărilor publice și comunicațiilor

Ion Gigurtu (24 noiembrie 1939 - 10 mai 1940)
- Ministrul comerțului exterior (Minister nou înființat la 16 februarie 1940)

Ion Christu (16 februarie - 10 mai 1940)
- Ministrul educației naționale

Petre Andrei (24 noiembrie 1939 - 10 mai 1940)
- Ministrul cultelor și artelor

Ion Nistor (24 noiembrie 1939 - 10 mai 1940)
- Ministrul muncii

Mihail Ralea (24 noiembrie 1939 - 10 mai 1940)
- Ministrul sănătății și ocrotirii sociale

Dr. Nicolae Hortolomei (24 noiembrie 1939 - 10 mai 1940)
- Ministrul inventarului avuțiilor publice

Traian Pop (24 noiembrie 1939 - 10 mai 1940)
- Ministrul propagandei naționale

ad-int. Grigore Gafencu (24 - 30 noiembrie 1939)
Alexandru Radian (30 noiembrie 1939 - 4 martie 1940)
Constantin C. Giurescu (4 martie - 10 mai 1940)
- Ministru de stat, pentru Minorități

Silviu Dragomir (24 noiembrie 1939 - 10 mai 1940)
- Ministru de stat, însărcinat cu organizarea "Frontului Renașterii Naționale"

Constantin C. Giurescu (24 noiembrie 1939 - 4 martie 1940)
- Ministru Secretar de Stat la Președinția Consiliului de Miniștri

Radu Portocală (5 decembrie 1939 - 10 mai 1940)
- Ministru Secretar de Stat la Președinția Consiliului de Miniștri

Ion Christu (9 - 16 februarie 1940)

## Sursa
- Stelian Neagoe - "Istoria guvernelor României de la începuturi - 1859 până în zilele noastre - 1995" (Ed. Machiavelli, București, 1995)

| Precedat(ă) de: Guvernul Constantin Argetoianu | Guvernul Gheorghe Tătărăscu (5) 24 noiembrie 1939 - 10 mai 1940 | Succedat(ă) de: Guvernul Gheorghe Tătărăscu (6) |